# Карлос Денглер
Карлос Андрес Денглер (англ. Carlos Andres Dengler; нар. 23 квітня 1974) — американський музикант, актор, композитор і письменник. Виступав у регіональних театрах, знімався в різних короткометражних фільмах і випустив три альбоми. Його есеї публікувалися в журналах n+1 та Tablet Magazine. Він є співзасновником і колишнім бас-гітаристом та клавішником рок-гурту Interpol.